# La Garnache
La Garnache é uma comuna francesa na região administrativa da Pays de la Loire, no departamento de Vendéia. Estende-se por uma área de 59,49 km². Em 2010 a comuna tinha 5 174 habitantes (densidade: 87 hab./km²).